# Scheitel-Steiß-Länge
Die Scheitel-Steiß-Länge, kurz SSL, ist die Länge eines Fetus in Millimetern vom höchsten Punkt des Kopfes  bis zum Steiß; die Länge mit Beinen ist wegen der gekrümmten Haltung des Fetus schlechter zu messen. 
Die SSL wird bei Ultraschalluntersuchungen gemessen und lässt Rückschlüsse auf den Entwicklungsstand des Kindes, Krankheiten oder Fehlentwicklungen zu. Sie wird hauptsächlich zur Bestimmung des Gestationsalters benutzt und im Verlauf der Schwangerschaft durch den Biparietalen Kopfdurchmesser oder aber den Thoraxdurchmesser abgelöst. Ab dem vierten Monat ist mit diesen zwei Parametern eine Abweichung von den normalen Körperabmessungen des Kindes besser zu beurteilen. Zwar wird die SSL hier auch noch bestimmt, aber eher zur Kontrolle des Gestationsalters.
Zur Messung markiert der Arzt auf dem Ultraschallbild Scheitel und Steiß des Kindes. Die Berechnung der SSL erfolgt entweder durch Nomogramme oder durch das Ultraschallgerät. Sie ist auf den Ausdrucken der ersten Ultraschallbilder oft vermerkt. 
Eine neue Studie lässt vermuten, dass eine niedrige Scheitel-Steiß-Länge im ersten Trimenon auf spätere kardiovaskuläre Risiken hinweisen kann. Kinder mit einer Wachstumsverzögerung im ersten Trimenon hatten im Grundschulalter einen erhöhten BMI mit ungünstiger Fettverteilung, erhöhte Blutdruckwerte und schlechtere Cholesterinwerte. 